# John Rufus Edie
John Rufus Edie (* 14. Januar 1814 in Gettysburg, Pennsylvania; † 27. August 1888 in Somerset, Pennsylvania) war ein US-amerikanischer Politiker. Zwischen 1855 und 1859 vertrat er den Bundesstaat Pennsylvania im US-Repräsentantenhaus.

## Werdegang
John Edie besuchte die öffentlichen Schulen seiner Heimat und danach das Emmitsburg College in Maryland. Anschließend absolvierte er die United States Military Academy in West Point. In der Folge war er für einige Jahre als Schulleiter in Gettysburg tätig. Nach einem Jurastudium und seiner 1840 erfolgten Zulassung als Rechtsanwalt begann er in Somerset in diesem Beruf zu arbeiten. Zwischen 1847 und 1850 war er stellvertretender und von 1850 bis 1854 eigentlicher Bezirksstaatsanwalt im Somerset County. Gleichzeitig schlug er eine politische Laufbahn ein. In den Jahren 1845 und 1846 gehörte er dem Senat von Pennsylvania an.
Bei den Kongresswahlen des Jahres 1854 wurde Edie als Kandidat der Opposition Party im 18. Wahlbezirk von Pennsylvania in das US-Repräsentantenhaus in Washington, D.C. gewählt, wo er am 4. März 1855 die Nachfolge von John McCulloch antrat. Nach einer Wiederwahl konnte er bis zum 3. März 1859 zwei Legislaturperioden im Kongress absolvieren. Diese waren von den Ereignissen im Vorfeld des Bürgerkrieges geprägt. Seit 1857 vertrat John Edie die Republikanische Partei, deren Mitglied er inzwischen geworden war. Im Jahr 1858 verzichtete er auf eine weitere Kandidatur.
Während des Bürgerkrieges diente John Edie als Offizier im Heer der Union, in dem er es bis zum Brevet-Oberst brachte. Danach praktizierte er wieder als Anwalt. Er starb am 27. August 1888 in Somerset, wo er auch beigesetzt wurde.